# Dick Kauma
Dick Kauma (1 de marzo de 1988) es un futbolista neocaledonio que juega como defensor en el AS Lossi.

## Carrera
Desde 2011 juega en el AS Lossi.

### Clubes
| Club        | País            | Año               |
| ----------- | --------------- | ----------------- |
| Desconocido |                 | ¿?                |
| AS Lossi    | Nueva Caledonia | 2011 - actualidad |

### Selección nacional
Disputó 2 encuentros con la camiseta de Nueva Caledonia. Fue convocado para disputar la Copa de las Naciones de la OFC.